# Goera squamifera
Goera squamifera är en nattsländeart som beskrevs av Martynov 1909. Goera squamifera ingår i släktet Goera och familjen grusrörsnattsländor. Inga underarter finns listade i Catalogue of Life.